# Blaselweiher
Der Blaselweiher (auch Blasl-Weiher) ist ein künstliches Gewässer in der Gemeinde Weilheim in Oberbayern, das als Fischgewässer genutzt wird.
Der Weiher ist mit Aal, Barsch, Brassen, Graskarpfen, Hecht, Karpfen, Rotauge, Rotfeder, Schleie, Wels und Zander besetzt.